# Filtro sofométrico
Un filtro sofométrico es un filtro de paso banda que permite que pase solamente el rango de frecuencias que el oído humano es capaz de percibir. El oído humano tiene una percepción logarítmica del sonido, no lineal y, además, no puede oír las frecuencias demasiado altas ni demasiado bajas, incluso aunque estén producidas por la voz humana. Esta característica del oído es utilizada en la tecnología en diferentes campos:
- Compresión de audio: al eliminar las frecuencias que el oído no percibe se reduce significativamente el tamaño del archivo de audio.
- Audífonos: permite amplificar las frecuencias que serán utilizadas.
- Telefonía móvil: se reduce el tamaño de los paquetes de audio transmitidos y de este modo se consigue reducir costes y ahorrar en el consumo de batería en los móviles.
- ADSL: es el principio fundamental en el que se basa la tecnología ADSL, pues al eliminar las frecuencias que no se oyen, deja un espacio libre para alojar frecuencias portadoras de datos.

- Datos: Q5862062